# Paramaxates
Paramaxates là một chi bướm đêm thuộc họ Geometridae.